# Simeó bar Sabas
Simeó bar Sabas (grec antic: Συμεών o Συμεάνης, llatí: Symeon o Simeon; en siríac, Shemʿon bar Ṣabbaʿe; mort Divendres Sant del 345) fou un bisbe de Selèucia i Ctesifont, i de facto el cap de l'Església Assíria Oriental, fins a la seva mort. Va ser bisbe durant les persecucions del rei Sapor II de l'Imperi Sassànida de Pèrsia, i va ser executat juntament amb molts dels seus seguidors. És venerat com a sant a les comunions cristianes.

## Biografia
Simeó bar Sabas era fill d'un bataner (tal com indica el seu nom, bar Sabas) cristià, i va néixer a l'Imperi Sassànida en una època en què l'expansió del cristianisme havia despertat hostilitats cap aquesta comunitat i es produïen persecucions. El 316, fou nomenat bisbe coadjutor del seu predecessor, Papa bar Gaggai, a Selèucia-Ctesifont. Fou acusat més tard de ser amic de l'emperador romà i de mantenir correspondència secreta amb ell. Sobre la base que transmetien informació als romans que afectava greument els interessos de Pèrsia, Sapor II va ordenar l'execució de tots els sacerdots cristians. Com que específicament es va negar a adorar el sol, Simeó va ser decapitat amb diversos milers de persones més, entre els quals bisbes, sacerdots i fidels.
Entre els sacerdots executats consten Abdel·la (Abdhaihla), Ananies (Hannanja), Txusdazat (Guhashtazad, Usthazan o Gothazat), i Pusai (Fusik), Ascitrea, la filla de Pusai; l'eunuc Asat (Azad) i diversos companys, en un nombre que oscil·la entre 100 o 11500. Sozomen, un historiador del segle v, sosté que el nombre de màrtirs registrats va ser de 16.000. Un altre historiador, Al-Massudí, del segle x, sostenia que van morir al voltant de 200.000 cristians.
Simeó va ser enterrat a Susa. Consta que va escriure cartes i himnes en siríac, però no s'han conservat ni se'n coneix el contingut.

## Veneració
La seva festivitat es commemora els següents dies:
- 21 d'abril a l'Església Catòlica Romana
- Divendres, després de Pasqua a l'Església Ortodoxa Siríaca i l'Església Assíria Oriental
- 14 d'abril a l'Església Catòlica Siríaca
- 17 d'abril a l'Església Ortodoxa Grega
- 30 d'abril a l'Església Catòlica Melquita